# 查尔斯·J·福尔杰
查尔斯·詹姆斯·福尔杰（Charles James Folger，1818年4月16日—1884年9月4日），美国政治家，曾任美国财政部长（1881年-1884年）。
| 前任： 威廉·温德姆 | 美国财政部长 1881年 - 1884年 | 繼任： 沃尔特·Q·格雷沙姆 |